# Rötteken-Palais

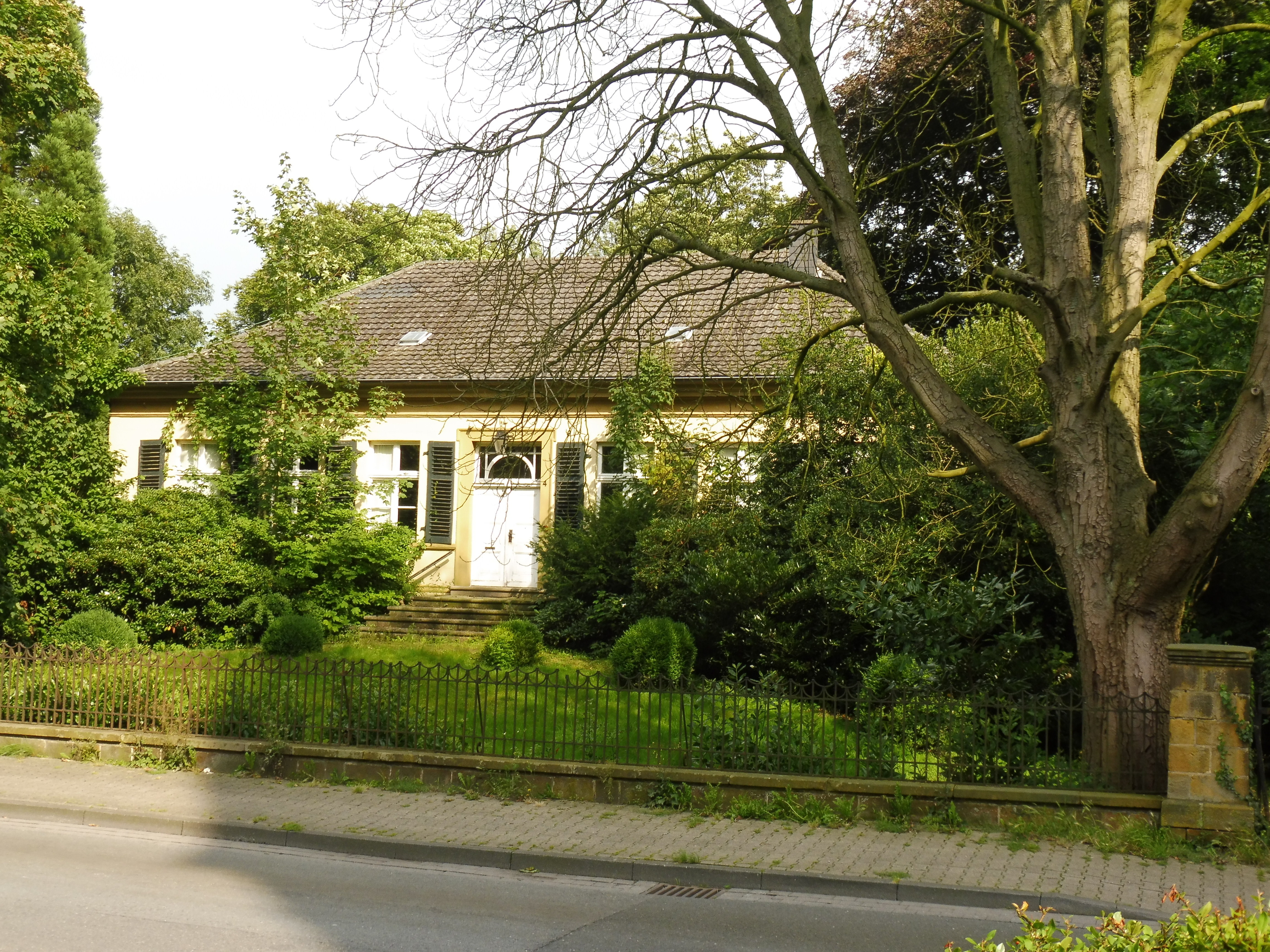
Das Rötteken-Palais 2018 vor der Sanierung

Das Rötteken-Palais (auch Röttekensches Palais oder Witwenpalais) ist eine 1829/1830 erbaute klassizistische Villa in Rheda-Wiedenbrück (NRW).
Das unter Denkmalschutz stehende Gebäude steht im Ortsteil Rheda, gegenüber der katholischen Pfarrkirche St. Clemens. Seit 1872 ist es im Besitz des Fürstenhauses zu Bentheim-Tecklenburg.

## Geschichte
1829/1830 hat der fürstliche Kammerrat Clemens August Rötteken das nach ihm benannte Palais errichten lassen. Rötteken war zur Zeit Preußens ein einflussreicher Verwaltungsjurist, der in Berlin dazu beigetragen hat, dass die Köln-Mindener Eisenbahn über Rheda führt. So siedelten sich in der Folge bedeutende Firmen der Fleisch- und Möbelindustrie an, die wirtschaftlichen Aufschwung in die ehemalige, stets ländlich geprägte Herrschaftsresidenz brachten.
Seit Juli 1872 befindet sich das Palais im Eigentum des Fürstenhauses zu Bentheim-Tecklenburg. Bereits 1858 hatte sich die Familie das Vorkaufsrecht für die Immobilie gesichert. Über viele Jahre war das Rötteken-Palais Heimstatt verschiedener Mieter.
1958 wurde es Alterswohnsitz von Adolf zu Bentheim-Tecklenburg (1889–1967) und seiner Ehefrau Amélie. Beide hatten zuvor im Haus Bosfeld gelebt. Nach dem Tod von Fürst Adolf war das Palais bis 1996 Witwensitz von Fürstin Amélie zu Bentheim-Tecklenburg und ihrer Schwester Hermine Prinzessin Reuß. Danach zog der frühere Oberkreisdirektor Günter Kozlowski mit seiner Familie ein. Seit Mitte des Jahres 2017 stand das Anwesen mit 13 Zimmern leer, und der Park verwilderte.
2019 wurde das seit 1995 unter Denkmalschutz stehende Rötteken-Palais vom Eigentümer Maximilian zu Bentheim-Tecklenburg denkmalgerecht saniert. Zudem sind auf dem 3800 Quadratmeter großen Grundstück zwischen Pixeler und Röttekenstraße zwei jeweils zweigeschossige Neubauten entstanden.

## Gebäude und Ausstattung

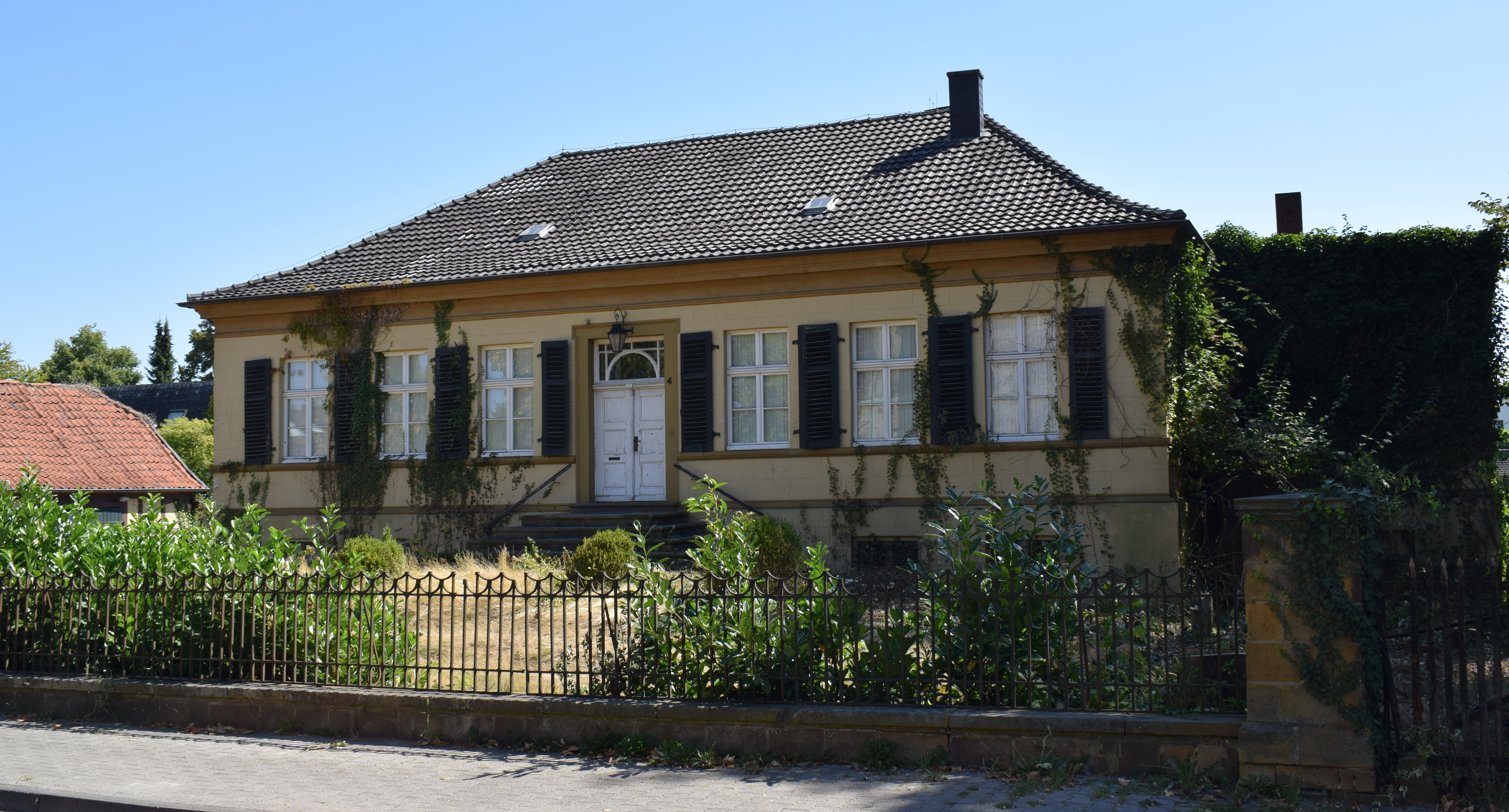
Das Rötteken-Palais 2018 vor der Sanierung

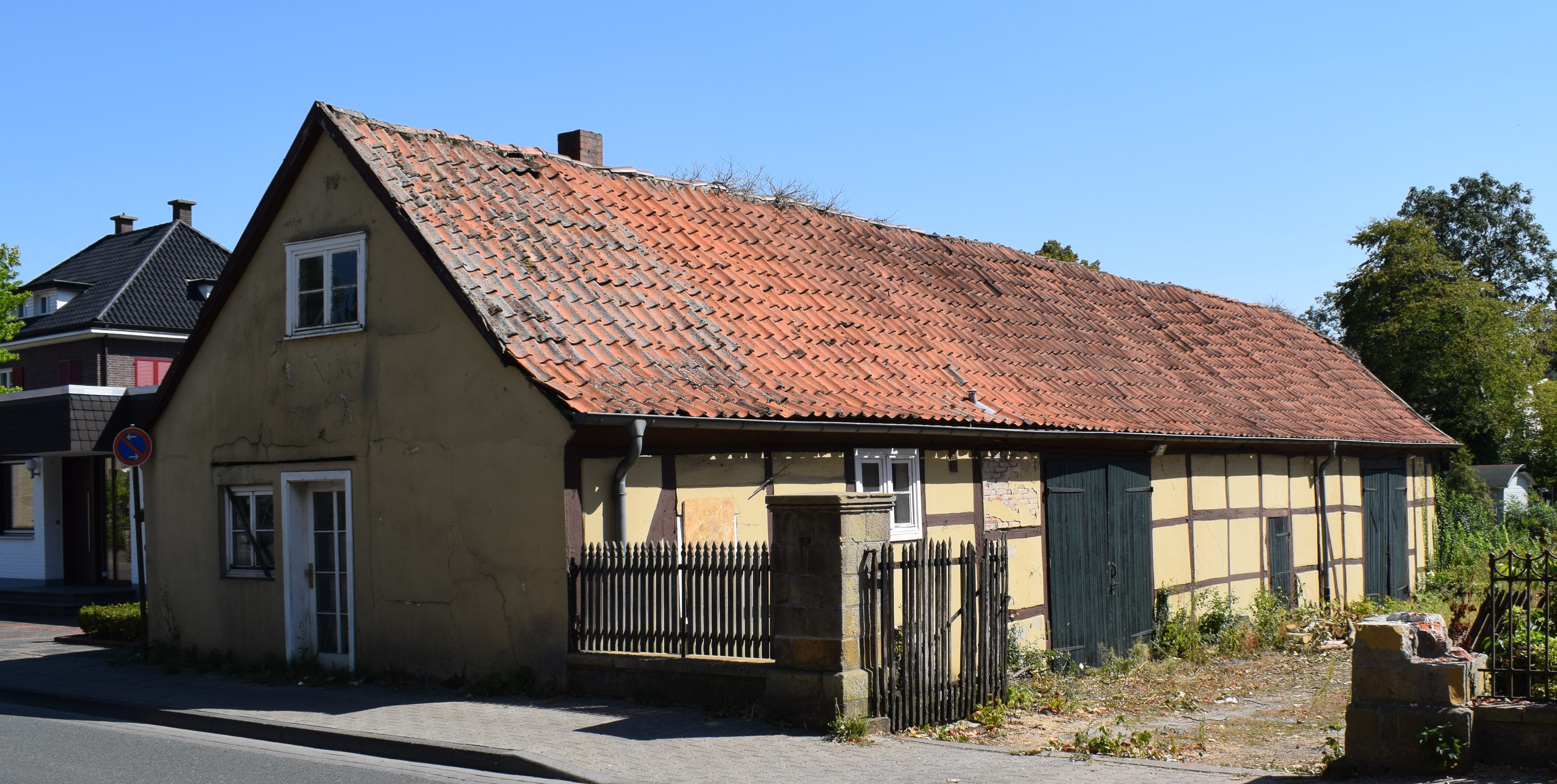
Die Remise des Rötteken-Palais 2018 vor der Sanierung

Der 1829/1830 erbaute siebenachsige Putzbau mit flachwinkligem Walmdach und 13 Zimmern hat zur Pixeler Straße ein Geschoss (Beletage) mit sechs Fenstern. Die zweiflüglige Haustür mit Oberlicht wird durch eine Sandsteineinfassung und die ausladende Freitreppe betont. Zur Röttekenstraße hat das Palais zwei Geschosse und einen weiteren Eingang im Souterrain sowie links einen kleinen quadratischen Anbau mit Flachdach.
Neben dem Palais stehen auf dem 3800 Quadratmeter großen eingefriedeten Gelände eine im 19. Jahrhundert in Fachwerk erbaute historische Kutschen-Remise und ein Gartenhäuschen.
Im Jahre 2019 wurde das Rötteken-Palais generalsaniert und in zwei Wohneinheiten geteilt. Zudem sind in elf Meter Entfernung zum Altbau zwei zweigeschossige Flügelbauten mit je vier Wohnungen entstanden. Altbau und Neubauten bilden heute zur Röttekenstraße eine kleine „Dreiflügelanlage“.
In der alten ehemaligen Remise sind heute Garagen und nebenan Pkw-Stellplätze.

## Historischer Park
Für das Neubauprojekt 2019 mussten einige alte Bäume im historischen Park gefällt werden. Zum Ausgleich wurde zwischen den zwei Neubauten eine kleine Allee mit sechs Eichen angelegt und der restliche Park, der in den letzten Jahren stark verwildert war, wieder instand gesetzt.
An der Pixeler Straße ist vor dem Rötteken-Palais heute wieder ein Rosengarten angelegt.